# Victorias altare

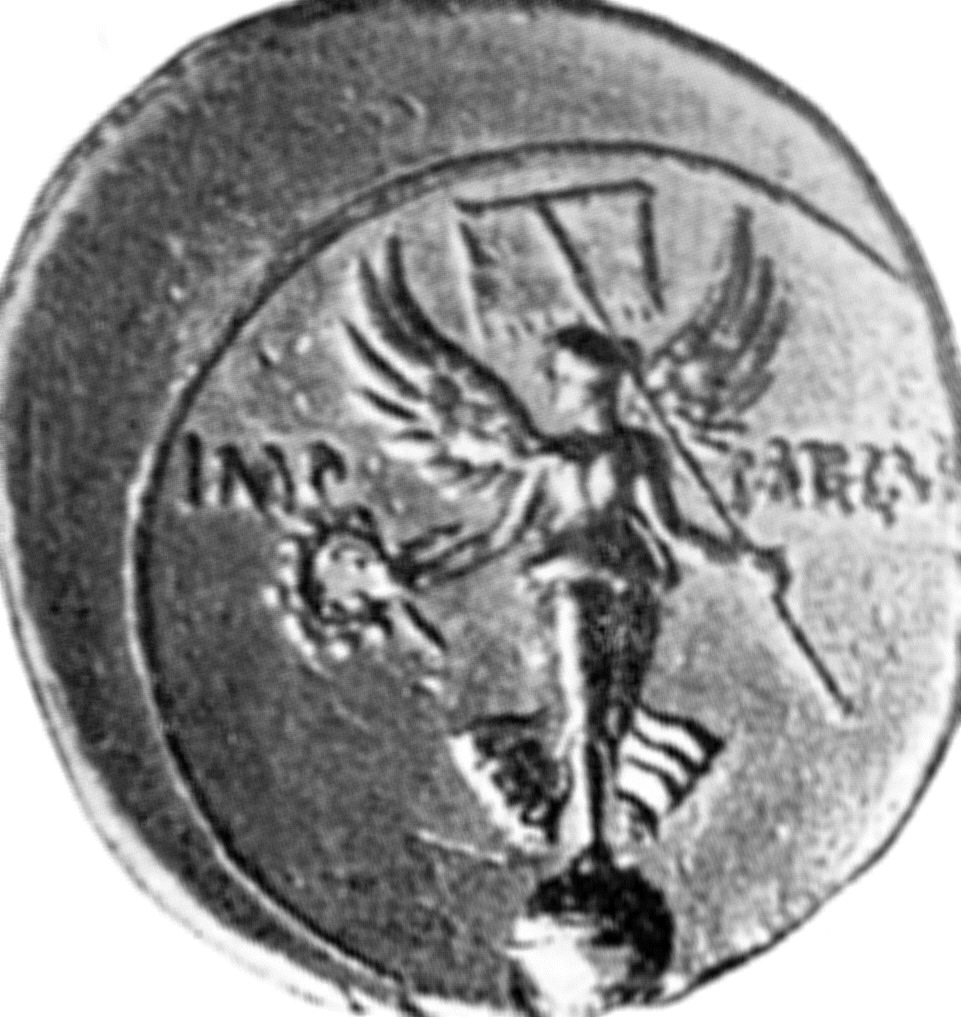
En avbildning på statyn av Victoria från hennes altare i senaten, på ett mynt från Augustus regeringstid.

Victorias altare (latin: Ara Victoriae) var ett altare med en gyllene staty av segergudinnan Victoria som fanns uppsatt i den romerska senatens byggnad, Curia Iulia. Framför den brände senatorerna rökelse och bad regelbundet varje år för rikets välfärd, avlade sina eder och svor trohet efter maktövertagandet av varje ny kejsare. 

## Historia
Altaret upprättades år 29 f.Kr. av kejsar Augustus för att fira hans seger mot Marcus Antonius och Kleopatra VII vid slaget vid Actium. Statyn av Victoria vid altaret var betydligt äldre; den föreställde Victorias grekiska föregångare Nike och hade tagits som krigsbyte under det pyrriska kriget 272 f.Kr. 
Victorias altare togs bort av den kristne kejsar Constantius II år 357, under förföljelserna mot hedningarna i romarriket. Det återställdes av den icke kristne kejsar Julianus Apostata 361. Altaret togs bort en andra gång av den kristne kejsar Gratianus år 382. Avlägsnandet möttes av opposition, och den hedniske senatorn Quintus Aurelius Symmachus bad om att det skulle återställas, men mötte motstånd från biskop Ambrosius av Milano. Protesterna dog dock inte ut, och fortsatt missnöje fanns om att statyn inte fanns kvar. Samma begäran om att återuppsätta framfördes ånnu en gång 391, men vägrades av kejsar Theodosius I som ett led i hans policy att förbjuda religionsfriheten till förmån för kristendomen. Det återställdes tillfälligt av motkejsare Eugenius 392–394, men plockades ned igen när han avsattes och Theodosius I återtog tronen. 
År 403 nämner Claudius Claudianus att själva statyn av Victoria fortfarande fanns kvar i senatsbyggnaden, även om den inte längre stod på altaret; år 408 infördes slutligen en lag mot hedniska statyer. Vad som skedde med statyn är okänt.